# Drozdowice Wielkie
Drozdowice Wielkie – wieś w Polsce, położona w województwie dolnośląskim, w powiecie górowskim, w gminie Wąsosz.
| SIMC    | Nazwa   | Rodzaj     |
| ------- | ------- | ---------- |
| 0377176 | Jawor   | przysiółek |
| 0377182 | Marysin | przysiółek |

W latach 1975–1998 miejscowość administracyjnie należała do województwa leszczyńskiego.
W miejscowości był przystanek kolejowy Drozdowice Wielkie.